# Justin Hoogma
Justin Hoogma, né le 11 juin 1998 à Enschede aux Pays-Bas, est un footballeur néerlandais qui joue au poste de défenseur central au Willem II.

## Biographie

### Carrière en club

#### Heracles Almelo
Justin joue son premier match avec l'Heracles Almelo, le 6 mars 2016, contre le NEC Nimègue, en remplaçant Ramon Zomer à la 44e minute de jeu (défaite 1-0 au Stade de Goffert).

#### TSG Hoffenheim
Le 13 juin 2017, il signe en faveur du TSG Hoffenheim avec une durée de contrat jusqu'en 2021. L'Heracles Almelo récupère 2,7M € dans la transaction.

### Carrière en sélection
Justin Hoogma joue son premier match avec l'équipe des Pays-Bas espoirs, le 10 novembre 2017, contre l'Andorre, en remplaçant Pablo Rosario à la 73e minute de jeu, dans le cadre des éliminatoires du championnat d'Europe espoirs 2019 (victoire 8-0 au Stadion De Vijverberg).

## Vie privée
Il est le fils du footballeur Nico-Jan Hoogma (en).